# Heroides
Les Heroides ('Heroïnes') o Epistulae Heroidum són una col·lecció de 21 poemes escrits per Ovidi en dístics elegíacs. Les Heroides prenen la forma de cartes amoroses, escrites per personatges mitològics femenins a les seves parelles. Hi expressen les emocions d'estar separades de l'estimat, en supliquen el retorn i fan al·lusions a esdeveniments futurs de la seva pròpia història mitològica. L'autenticitat de la col·lecció, en part o completament, ha estat posada en dubte, encara que la majoria dels estudiosos consideren que les cartes s'esmenten específicament en la descripció que Ovidi fa de l'obra a Am. 2.18.19-26, la qual cosa les salva de l'objecció. Aquesta col·lecció és un nou tipus de composició sense paral·lel en la literatura anterior. Les primeres 14 cartes es creu que comprenen la primera col·lecció publicada i són escrites per les heroïnes Penèlope, Fil·lis, Briseida, Fedra, Enone, Hipsípile, Dido, Hermione, Deianira, Ariadna, Cànace, Medea, Laodamia, i Hipermnestra als seus amants absents. La carta 15, de la històrica Safo a Faó, sembla falsa (tot i que s'hi refereix l'Am. 2,18), per la seva longitud, per la falta d'integració en el tema mitològic i perquè no apareix en els manuscrits medievals. Les cartes finals (16–21) són composicions aparellades que comprenen una carta a una amant i la seva resposta. Paris i Helena, Hero, i Acontios i Cidipe són els destinataris de les cartes parelles, que es consideren una addició posterior al corpus perquè Ovidi no les esmenta mai –podrien ser, doncs, espúries. Les Heroides revelen marcadament la influència de la retòrica i la declamació, potser derivat de l'interès d'Ovidi en les retòriques suasoriae, discursos persuasius, i ethopoeia, la pràctica de parlar en un altre personatge. Les Heroides també juguen amb les convencions genèriques, la majoria de les cartes semblen referir-se a les obres en què aquests personatges van ser significatius, com l'Eneida en el cas de Dido. Així, es transfereixen personatges dels gèneres de l'èpica i la tragèdia en el gènere elegíac de les Heroides. Les cartes han estat admirades per les profundes representacions psicològiques que contenen dels personatges mítics, per la retòrica que les caracteritza i per la manera d'inserir-se en la tradició clàssica de la mitologia.

## Traduccions catalanes
Les Heroides d'Ovidi van ser traduïdes al segle xiv per Guillem Nicolau (doc. 1366-1392), clergue adscrit a la cancelleria reial (capellà dels reis Pere III i Joan I). La traducció, que es conserva en un únic manuscrit complet, actualment a la Biblioteca nacional de París, presenta traduïdes les epístoles 1-14 i 16-21: hi manquen la 15 (de Safo), un llarg fragment de la 16 (de Paris) i bona part de la 21 (Cidipe), com en tots els manuscrits llatins medievals. Cada carta, en prosa, és precedida per una breu introducció informativa que explica els elements essencials del mite que emmarca la història de cada heroïna. La traducció de Nicolau també incloïa glosses —és a dir, comentaris—, si bé el manuscrit no les conté. Sabem que existeixen perquè la versió catalana de Nicolau va ser traduïda al castellà al segle XV: l'únic manuscrit conservat d'aquesta versió castellana sí que transmet les glosses, més de 1300, traduïdes del català. La traducció catalana de Nicolau va ser la font del Bursario de Juan Rodríguez del Padrón.

Més recentment, les Heroides han estat reeditades amb introducció de Pere Fàbregas i traducció d'Esther Artigas. Martorell: Adesiara, 2021.